# Ersta
Ersta este o arie protejată (arie specială de conservare — SAC, sit de importanță comunitară — SCI, arie de protecție specială avifaunistică — SPA) din Suedia întinsă pe o suprafață de 41,9 ha, integral pe uscat.

## Localizare
Centrul sitului Ersta este situat la coordonatele 60°23′55″N 17°29′13″E / 60.3986°N 17.4869°E.

## Înființare
Situl Ersta a fost declarat sit de importanță comunitară în iunie 2001 pentru a proteja 1 specie de plante și 3 specii de animale. Alte tipuri de protecție:
- arie de protecție specială avifaunistică (în iunie 2001)[2]
- arie specială de conservare (în martie 2011)[1][3][4]

## Biodiversitate
Situată în ecoregiunea boreală, aria protejată conține 4 habitate naturale: Mlaștini împădurite, Taiga vestică, Păduri fino-scandinave bogate în ierburi cu Picea abies, Păduri caducifoliate de mlaștină fino-scandinave.
La baza desemnării sitului se află mai multe specii protejate:
- plante (1): Buxbaumia viridis
- păsări (3): cocoșul de mesteacăn (Bonasa bonasia), ciocănitoare neagră (Dryocopus martius), ciocănitoare de munte (Picoides tridactylus)